# Religioni in Sierra Leone
La religione più diffusa in Sierra Leone è l'islam. Secondo il censimento del 2004 (l'ultimo disponibile), i musulmani sono il 78% della popolazione e sono in maggioranza sunniti, mentre il cristianesimo è la seconda religione essendo seguita dal 21% della popolazione; il restante 1% della popolazione comprende coloro che seguono altre religioni o che non seguono alcuna religione. Una stima del 2010 del Pew Research Center conferma questi dati, dando i musulmani al 78% della popolazione e i cristiani al 20,9% della popolazione, mentre il restante 1,1% della popolazione segue altre religioni o non segue alcuna religione. Un'altra stima del 2010 riporta risultati differenti, dando i musulmani al 55,3% della popolazione e i cristiani al 19% della popolazione; il 23,7% della popolazione seguirebbe le religioni africane tradizionali, lo 0,8% della popolazione seguirebbe altre religioni e l'1,2% della popolazione non seguirebbe alcuna religione. La differenza si può spiegare con il fatto che le religioni tradizionali africane sono praticate da una parte della popolazione contemporaneamente all'islam o al cristianesimo. Una stima del 2015 dell'Association of Religion Data Archives (ARDA) dà i musulmani al 71,6% circa della popolazione, i cristiani al 12,9% circa della popolazione e le religioni africane tradizionali all'11,3% circa; lo 0,5% circa della popolazione segue altre religioni e lo 0,1% della popolazione non segue alcuna religione, mentre il 3,6% della popolazione non specifica la propria affiliazione religiosa.

## Religioni presenti

### Islam
La maggioranza dei musulmani della Sierra Leone è sunnita e segue la corrente malikita. Sono presenti anche minoranze di ahmadiyya e di sciiti.

### Religioni africane
Le religioni africane tradizionali basate sull'animismo sono ancora molto seguite in Sierra Leone. Tali religioni credono in un essere supremo e negli spiriti, che possono intervenire nella vita delle persone. Particolare importanza ha la venerazione degli spiriti degli antenati. Le pratiche religiose tradizionali vengono seguite anche da individui che si identificano con l'islam e con il cristianesimo: per un cristiano ad esempio non c'è alcuna contraddizione fra pregare Dio e gli spiriti degli antenati. 

### Altre religioni
In Sierra Leone sono presenti piccoli gruppi di seguaci dell'induismo (discendenti immigrati di origine asiatica), del bahaismo e dei nuovi movimenti religiosi.